# Pseudohemihyalea
Pseudohemihyalea es un género de polillas en la familia Erebidae. Mientras que las orugas de la mayoría de las especies de Pseudohemihyalea se alimentan de árboles planifolios (por ejemplo, robles, Quercus), el grupo P. ambigua tiene larvas que se alimentan de coníferas. En consecuencia, su coloración anterior ha evolucionado hasta convertirse en rayas longitudinales claras y oscuras, que proporcionan un mejor camuflaje entre las agujas delgadas de las plantas hospederas. Parece ser una evolución convergente a ciertas polillas geómetras, como Caripeta piniata o Sabulodes niveostriata.

## Taxonomía
El género se incluyó durante mucho tiempo en Hemihyalea cuando esta última aún no estaba resuelta frente a Amastus, pero parece ser distinta y, de hecho, contiene más especies de las que se creía originalmente. La confusión inicial se debe en parte al hecho de que Rego Barros, al describir el género, estableció la especie tipo en Phaegoptera rhoda, pero en realidad identificó erróneamente los especímenes de Pseudohemihyalea schausi como P. rhoda.
Las especies adicionales generalmente se consideraban un grupo del género Aemilia, pero durante mucho tiempo se consideró que esto era inadecuado y posiblemente incorrecto. Desde entonces, se ha encontrado una variedad de datos que sugieren que la aemilia de banda roja ("Aemilia" ambigua) y sus parientes más cercanos pertenecen correctamente a Pseudohemihyalea. Sin embargo, el género todavía necesita una revisión definitiva, ya que al menos una especie está ubicada incorrectamente aquí.

## Especies seleccionadas
Las especies de Pseudohemihyalea incluyen:
- Pseudohemihyalea ambigua
- Pseudohemihyalea anapheoides
- Pseudohemihyalea asignata (Reich, 1938)
- Pseudohemihyalea carmen (Schaus, 1920)
- Pseudohemihyalea carteronae (de Toulgoët, 1982)
- Pseudohemihyalea carteronae (de Toulgoët, 1982)
- Pseudohemihyalea celsicola (de Toulgoët, 1982)
- Pseudohemihyalea daraba (Druce, 1894)
- Pseudohemihyalea debilis (Rothschild, 1916)
- Pseudohemihyalea despaignei (de Toulgoët, 1982)
- Pseudohemihyalea edwardsii (Packard, 1864) – Edwards' glassy-wing
- Pseudohemihyalea euornithia Dyar, 1914
- Pseudohemihyalea fallaciosa
- Pseudohemihyalea hampsoni Joicey & Talbot, 1916
- Pseudohemihyalea inexpectata de Toulgoët, 1999
- Pseudohemihyalea klagesi (Rothschild, 1909)
- Pseudohemihyalea labecula (Grote, 1881)
- Pseudohemihyalea labeculoides de Toulgoët, 1995
- Pseudohemihyalea ludwigi Beutelspacher, 1984
- Pseudohemihyalea mansueta (H.Edwards, 1884)
- Pseudohemihyalea melas (Dognin, 1902)
- Pseudohemihyalea nimbipicta Dyar, 1914
- Pseudohemihyalea ochracea (Rothschild, 1909)
- Pseudohemihyalea porioni de Toulgoët, 1995
- Pseudohemihyalea potosi
- Pseudohemihyalea rhoda (Druce, 1894)
- Pseudohemihyalea schausi (Rothschild, 1935)
- Pseudohemihyalea sonorosa
- Pseudohemihyalea splendens Barnes & McDunnough, 1910
- Pseudohemihyalea syracosia
- Pseudohemihyalea testacea (Rothschild, 1909)
- Pseudohemihyalea utica (Druce, 1897)